# Адамини, Антонио
Антонио Агостино Адамини (Антон Устинович Адамини; 25 декабря 1792 — 16 (28) июня 1846) — русский архитектор итало-швейцарского происхождения.

## Биография
Происходил из семьи архитекторов Адамини. Родился 25 декабря 1792 года в Бигоньо, близ Лугано италоязычного тессинского кантона Швейцарии. Он был племянником Томмазо (Фома Леонтьевич) Адамини (1764—1828), который вместе со своим сыном, Львом (1789—1854), был на русской службе с 1816 года; Доменик (Дементий Фомич) (1792—1860) поступил на неё спустя 2 года — вместе с Антонио, который на русский манер стал называться Антон Устинович.
С 1818 года был на русской службе: подмастерьем каменных дел на восстановлении после пожара Большого театра и на строительстве Елагина дворца.
С 1825 года был помощником Монферрана по постройке Исаакиевского собора и постановке Александровской колонны. В 1830 году получил чин X класса; 29 августа 1834 года был награждён орденом Св. Владимира 4-й степени.
Участвовал в работе по надстройке дома певческой капеллы (1836). После пожара Зимнего дворца он, вместе со своим двоюродным братом Л. Ф. Адамини, был включён — 18 апреля 1838 года — в число «каменных дел мастеров» и за выполненные восстановительные работы получил — в марте 1839 года — чин коллежского асессора, годовой оклад жалованья (4000 руб.) и золотую медаль «За возобновление Зимнего дворца».
Антонио Адамини — автор памятников, посвящённых Отечественной войне 1812 года — на Бородинском поле, в Малоярославце, в Смоленске, в Полоцке и в Клястицах.
Умер 16 (28) июня 1846 года, похоронен на Смоленском лютеранском кладбище в Петербурге.

## Награды
- Орден Святого Владимира 4-й степени (1834)
- Золотая медаль «За возобновление Зимнего дворца» (1839)
- Бриллиантовый перстень (1839)